# Eparchia Parassala
Eparchia Parassala – katolicka, syromalankarska eparchia ze stolicą w Parassali, w stanie Kerala, w Indiach. Biskupstwo jest sufraganią archieparchii Trivandrum.

## Historia
5 sierpnia 2017 Synod Biskupów Kościoła Syromalankarskiego za zgodą papieża Franciszka i Stolicy Apostolskiej erygował eparchię Parassala. Dotychczas wierni z tych terenów należeli do archieparchii Trivandrum.

## Biskupi
- Thomas Eusebios Naickamparampil (2017 - nadal)